# Stopplaats Utrechtsche Straatweg
Stopplaats Utrechtsche Straatweg (telegrafische code: Uts) is een voormalige spoorweghalte aan de spoorlijn Elst - Dordrecht, destijds geëxploiteerd door de Maatschappij tot Exploitatie van Staatsspoorwegen en aangelegd door de Staat der Nederlanden. De stopplaats, die geopend werd op 1 januari 1889 en gesloten werd op 1 juni 1921, lag ten zuiden van Geldermalsen aan de Utrechtse Straatweg (de huidige Rijksstraatweg) tussen station Wadenoijen en station Geldermalsen. Bij de halte was een wachtpost aanwezig met het nummer 41.
0: Elst ·
1: Vork ·
6: Valburg ·
11: Zetten-Andelst ·
15: Hemmen-Dodewaard ·
17: Opheusden ·
21: Kesteren ·
25: Schaapsteeg ·
27: Echteld ·
33: Tiel ·
35: Tiel Passewaaij ·
37: Wadenoijen ·
41: Utrechtsche Straatweg ·
45: Geldermalsen ·
51: Beesd ·
55: Rhenoy ·
58: Leerdam ·
66: Arkel ·
Gorinchem Noord ·
71: Gorinchem ·
73: Schelluinen ·
75: Giessen-Nieuwkerk ·
77: Boven Hardinxveld ·
78: Hardinxveld-Giessendam (1885) ·
79: Hardinxveld-Giessendam (1957) ·
80: Gasfabriek ·
Hardinxveld Blauwe Zoom ·
84: Sliedrecht ·
87: Sliedrecht Baanhoek ·
90: 't Visschertje ·
91: Dordrecht Stadspolders ·
94: Dordrecht